# Órgano artificial

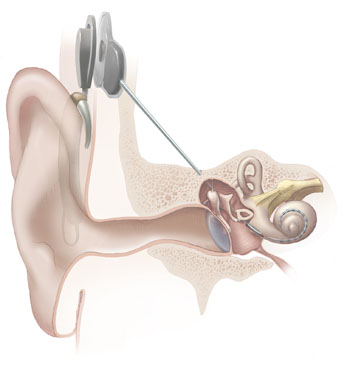
Un oído artificial usando un implante coclear.

Un órgano artificial es un dispositivo artificial o tejidos cultivados, que se implanta o integra en un ser humano para restaurar la función del órgano dañado. El objetivo que se busca es que el paciente puede regresar a una vida tan normal como sea posible. La función de sustitución no necesariamente tiene que estar relacionada con el apoyo vital.
Esta definición implica que el dispositivo no debe estar continuamente conectado a una fuente de energía estacionaria u otros recursos fijos, como los filtros o las unidades de procesamiento químico; el periodo de recarga de las baterías o de los productos químicos, y de limpieza, sustitución de filtros, y otros procedimientos similares excluiría que un dispositivo pudiera denominarse como órgano artificial. Así, una máquina de diálisis, aunque es un dispositivo de soporte vital muy exitoso y críticamente importante que reemplaza por completo las funciones de un riñón, no se considera un órgano artificial.

## Historia
Durante la gran parte de la historia de la humanidad, las prótesis fueron los únicos ejemplos de miembros artificiales utilizados en medicina, con el objetivo de mejorar la calidad de vida o de ocultar una herida o desfiguramiento. Durante el Renacimiento empezaron a introducirse prótesis funcionales, como la mano de hierro de Götz von Berlichingen. El cirujano francés Ambroise Paré se destacó en el desarrollo y la implantación de nuevas prótesis. Durante los siglos XIX y XX, los conflictos bélicos como la guerra de Secesión y las dos Guerras Mundiales impulsaron muchos avances en el área de las prótesis ortopédicas.
En lo concerniente a reemplazar o suplementar la función de los órganos internos, un hito de importancia fue la invención del pulmón de acero, que se utilizaba frecuentemente para tratar a los enfermos de polio. En 1944 se construyó el primer riñón artificial y en 1953 se empleó con éxito el primer corazón-pulmón artificial, que fue ideado por el estadounidense John Heysham Gibbon. En los años 60 y 70 del siglo XX se produjo un incremento considerable en la experimentación en órganos artificiales. En los años 80, el uso de dispositivos como las prótesis cardíacas, los riñones artificiales, los marcadores y diferentes tipos de implantes ortopédicos se había expandido considerablemente.
Fue también a finales del siglo XX cuando comenzaron los primeros experimentos en el nuevo campo de la ingeniería de tejidos, con el objetivo de implantar células vivas capaces de multiplicarse en soportes artificiales con propiedades precisamente controladas. A finales de los 90 apareció el concepto de medicina regenerativa referido a la creación de tejidos y órganos artificiales capaces de autorregenerarse y de suplir una función biológica de manera autónoma, incorporando ideas provenientes de la ingeniería de tejidos, la nanotecnología, el trasplante de órganos, así como de las investigaciones de prótesis biomecánicas y células madre, entre otras áreas.
En el siglo XXI los avances de la ingeniería de tejidos han sido notorios. Entre ellos destacan la fabricación de implantes y órganos mediante impresoras 3D y la creación de los llamados órganos en chip, dispositivos que recrean a microescala las funciones de un órgano real y permiten su estudio. También despunta la creación de organoides en cultivos 3D, que llevan a cabo procesos de desarrollo generando una estructura similar a los órganos naturales donde la autoorganización tiene un papel crítico. Además se explora la posibilidad de utilizar la biología sintética para definir nuevas funciones y estructuras biológicas no existentes en la naturaleza.

## Propósito
Los principales objetivos del uso de órganos artificiales son:
- proporcionar soporte vital para prevenir una muerte inminente mientras se espera un trasplante (por ejemplo, corazón artificial );
- evitar los diversos problemas bioéticos y médicos que conlleva el  uso de órganos humanos para trasplantes;[7]
- mejorar la autonomía del paciente (por ejemplo, una extremidad artificial);
- mejorar la capacidad del paciente para interactuar socialmente (por ejemplo, implante coclear); o
- mejorar la calidad de vida de un paciente mediante la restauración estética después de una cirugía de cáncer o un accidente.

La construcción e instalación de órganos artificiales es un proceso inicialmente costoso y que requiere mucha investigación.
El uso de cualquier órgano artificial por parte de los humanos casi siempre está precedido por extensos experimentos con animales. Las pruebas iniciales en humanos se limitan con frecuencia a aquellos que ya se enfrentan a la muerte o que han agotado todas las demás posibilidades de tratamiento.

## Producción de órganos bioartificiales
El cultivo de órganos totalmente compatibles con el paciente es uno de los objetivos de un área de la medicina llamada ingeniería de tejidos. El procedimiento de fabricación los órganos bioartificiales es conocido como «descelularización». El proceso se inicia con la eliminación del contenido celular de un órgano donado, del que se conserva solo su estructura o «molde». Esta matriz contiene menos de un 5 % de ADN del donante, por lo que reduce al mínimo las posibilidades de rechazo. Una vez obtenido el molde, se introducen las células madre del paciente. Estas células se encargan de la regeneración del órgano. Se trata de un proceso en experimentación, y la mayoría de pruebas se han realizado en animales. En humanos sólo se han conseguido carcasas del corazón.

## Ejemplos

### Miembros artificiales

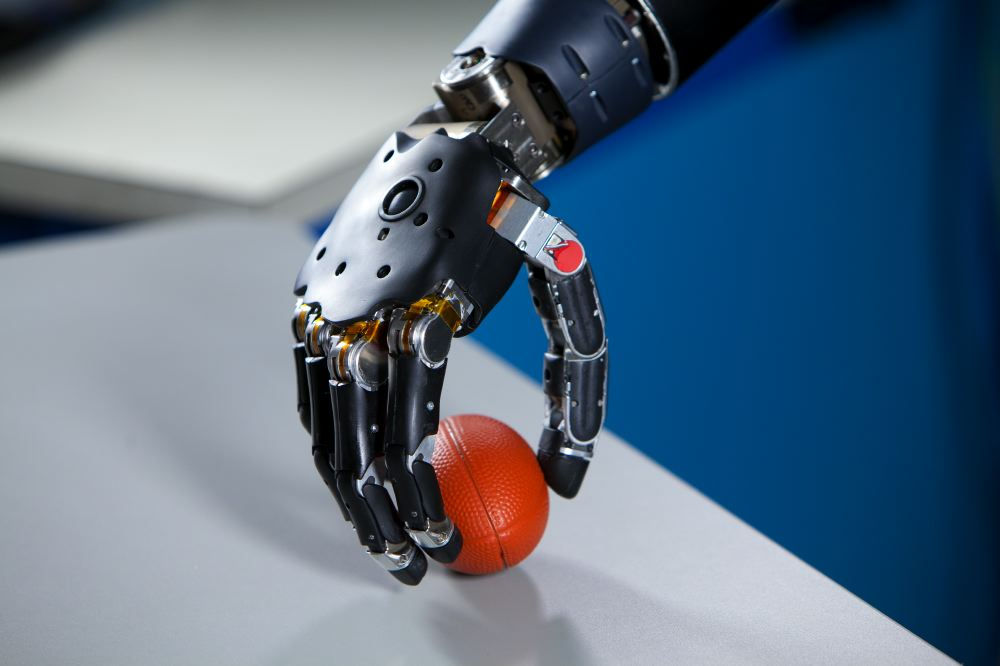
Una prótesis de un brazo y mano.

Los miembros artificiales o prótesis se usan para restaurar un cierto grado de función normal a los amputados o personas que carecen una extremidad superior o inferior. Los dispositivos mecánicos para poder caminar o asir objetos probablemente se hayan utilizado desde la antigüedad, siendo el más notable la simple pata de palo. La adopción de materiales como el plástico o la fibra de carbono ha tenido como resultado un rápido progreso en el desarrollo de  extremidades artificiales con un aspecto más realista y más fuertes y ligeras, lo que limita la cantidad de energía necesaria para servirse de la extremidad. Las prótesis pueden adoptar muchas formas y tamaños.
Las nuevas extremidades artificiales se caracterizan por un mayor nivel de integración con el cuerpo humano. Con la ayuda de electrodos dispuestos el tejido nervioso, se puede entrenar al sujeto para que controle la prótesis mentalmente. Esta tecnología se ha utilizado tanto en animales como en humanos. El cerebro puede controlar la prótesis mediante la regeneración y la conexión de los nervios del miembro amputado.

### Vejiga
Los métodos principales para reemplazar la función de la vejiga consisten en redirigir el flujo de orina o reemplazar la vejiga in situ. Se puede formar una bolsa similar a la vejiga capaz de almacenar la orina en el cuerpo a partir de tejido intestinal. Desde 2017 se intenta hacer crecer la vejiga a partir de células madre, pero el procedimiento no está totalmente exento de problemas prácticos y aún no ha sido adoptado como una terapia viable.

### Cerebro
Las prótesis neurales son dispositivos que pueden sustituir funciones motoras, sensoriales o cognitivas perdidas como consecuencia de una lesión o enfermedad. Los  neuroestimuladores envían impulsos eléctricos al cerebro para tratar trastornos neurológicos y del movimiento, como la enfermedad de Parkinson, la epilepsia, la depresión resistente al tratamiento y otras afecciones como la incontinencia urinaria. Estos dispositivos no reemplazan a las redes neuronales sino que bloquean las señales provenientes de los centros nerviosos dañados para eliminar los síntomas.
En 2013, los científicos crearon un minicerebro que desarrolló componentes neurológicos clave hasta las primeras etapas de la maduración fetal.

### Corpora cavernosa
Para tratar la disfunción eréctil, los cuerpos cavernosos del pene pueden reemplazarse quirúrgicamente de manera irreversible con implantes cilíindricos inflables manualmente con una bomba implantada en la ingle o el escroto. Se trata de una cirugía terapéutica drástica destinada únicamente a los hombres que sufren de impotencia total y que se han resistido a todos los demás enfoques de tratamiento.

### Oído

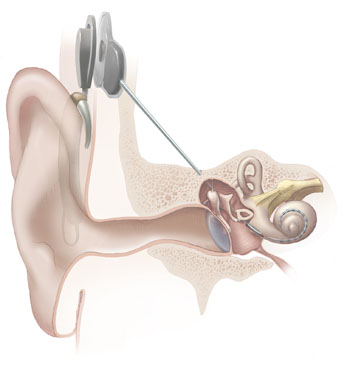
Una ilustración de un implante coclear.

En los casos en que una persona es profundamente sorda o tiene una gran dificultad para oír en ambos oídos, se puede implantar quirúrgicamente un implante coclear. Los implantes cocleares reciben el sonido a través de un micrófono y componentes electrónicos  generalmente situados detrás de la oreja. Los componentes externos transmiten una señal a una serie de electrodos colocados en la cóclea, que a su vez estimula el nervio coclear.

### Ojo
El ojo artificial que reemplaza la función de mayor éxito hasta ahora es en realidad una cámara digital en miniatura externa con una interfaz electrónica unidireccional remota implantada en la retina, el nervio óptico u otras ubicaciones dentro del cerebro. El estado actual de la técnica proporciona solo una funcionalidad parcial, como el reconocimiento de niveles de brillo, de colores y formas geométricas básicas, lo que demuestra el potencial del concepto.
Varios investigadores han demostrado que la retina realiza un preprocesamiento de imágenes para el cerebro. El problema de crear un ojo electrónico artificial completamente funcional es aún más complejo. Se espera que los avances para abordar la complejidad de la conexión artificial con la retina, el nervio óptico o áreas del cerebro relacionadas, combinados con los avances en curso en la informática, mejoren drásticamente el rendimiento de esta tecnología.

### Corazón

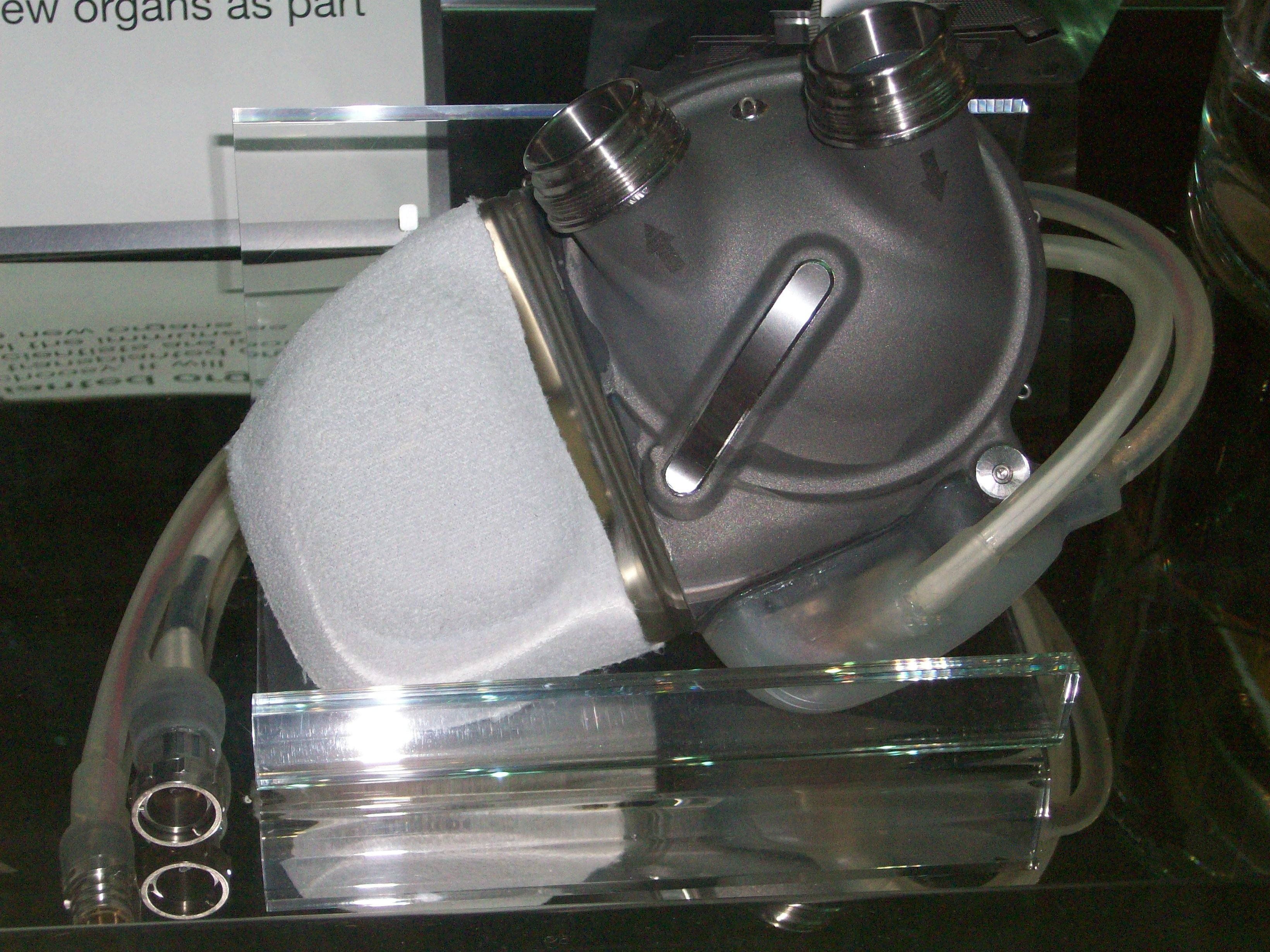
Un corazón artificial.

Existen varios dispositivos para reemplazar la función del corazón, sus válvulas u otra parte del sistema circulatorio. El corazón artificial se usa típicamente como preparación para los trasplante de corazón, o permanentemente en caso de que el trasplante de corazón sea imposible. Los marcapasos artificiales pueden asistir al marcapasos natural intermitente o continuamente o reemplazar su función  por completo. También existen dispositivos de asistencia ventricular, que actúan como bombas mecánicas para suplir parcial o completamente la función de un corazón defectuoso.
El cultivo de corazones en el laboratorio y la impresión en 3D de corazones artificiales son áreas de investigación muy activas. Actualmente, la capacidad de desarrollar e imprimir corazones artificiales se ve limitada por la dificultad de lograr que los vasos sanguíneos del paciente y los tejidos sintetizados en el laboratorio funcionen de manera cohesiva.

### Riñón
El fallo renal es una consecuencia bastante común de varias enfermedades y dolencias y las listas de espera para los trasplantes de riñón son largas. Las máquinas de hemodiálisis son útiles para suplir las funciones de filtración de desechos de los riñones, pero se trata de máquinas pesadas que limitan la autonomía y calidad de vida de los pacientes. Existen varios proyectos para miniaturizar estas máquinas para hacerlas portables. Desde 2018 un grupo de investigadores de la Universidad de California en San Francisco y la Universidad Vanderbilt trabajan en el desarrollo de un riñón artificial implantable. El principal problema a superar en este dispositivo es la formación de coágulos en la  sangre.

### Hígado
Se han desarrollado varios dispositivos hepáticos extracorpóreos para el tratamiento de la insuficiencia hepática basados en el uso de hepatocitos humanos o de otros mamíferos, aunque ninguno de ellos ha demostrado ser una mejora significativa respecto a otros tratamientos convencionales en términos de mortalidad o mejoría de los parámetros clínicos de los pacientes.
Los primeros experimentos en los que se logró desarrollar tejido hepático a partir de una mezcla de células precursoras hepáticas y células madre pluripotentes inducidas se publicaron en 2013.

### Pulmones
Los ventiladores mecánicos son capaces de suplir la función de ventilación pulmonar en casos de  insuficiencia respiratoria. En casos de paro cardíaco  o insuficiencia respiratoria aguda, se recurre a la oxigenación por membrana extracorpórea (OMEC). La eliminación extracorpórea de CO2 (ECCO2R) se basa en el mismo principio que la OMEC, pero el objetivo  es la eliminación de dióxido de carbono, en lugar de la oxigenación, con el objetivo de estresar menos a los pulmones y que sanen más fácilmente.

### Ovarios
A principios de la década de 1990 se demostró la posibilidad de incubar in vitro folículos inmaduros capaces de rastaurar la función de los ovarios la trasplantarlos en ratones estériles. Posteriormente, se logró desarrollar tejido ovárico y ovarios funcionales en hidrogeles artificiales. El desarrollo de  ovarios artificiales es importante para pacientes de cáncer en edad reproductiva que  reciben quimioterapia o radioterapia, tratamientos que pueden dañar los ovocitos y conducir a una menopausia precoz. También son útiles para estudiar el efecto de las toxinas ambientales en la foliculogénesis.

### Páncreas
El objetivo del páncreas artificial es sustituir la funcionalidad endocrina de un páncreas sano para diabéticos y otros pacientes para que el control glucémico sea prácticamente normal y evitar las complicaciones de la hiperglucemia. Existen dos diferentes métodos: el uso de una bomba de insulina bajo control de circuito cerrado, y el desarrollo de un páncreas bioartificial consistente en una lámina de células beta encapsuladas.

### Glóbulos rojos
Los primeros intentos documentados de hallar sustitutos de la sangre para paliar las pérdidas por heridas o incluso para curar enfermedades data del siglo XVII. A lo largo del tiempo se ha experimentado com numerosas sustancias (orina, cerveza, leche, resinas y soluciones salinas entre otras). El desarrollo de los bancos de sangre y protocolos seguros para las transfusiones frenaron la investigación en este campo durante un tiempo, hasta que se produjo la crisis de sangre de donantes contaminados con VIH.
Los glóbulos rojos sintéticos ideales deben ser capaces de transportar oxígeno y retirar el dióxido de carbono de las células, pero también se investigan sustitutos con capacidades adicionales, como el transporte de otras moléculas, como por ejemplo, fármacos. Se han obtenido buenos resultados con moldes fabricados a partir de glóbulos rojos humanos y recubiertos de polímeros mezclados con fragmentos de membranas de hematíes biológicos para evitar el rechazo por el sistema inmune.

### Testículos
Los hombres con anomalías testiculares congénitas o pérdida de un testículo por lesiones o enfermedad pueden reemplazar el  órgano dañado con una prótesis testicular. Aunque la prótesis no restaura la función reproductiva biológica, se ha demostrado que el dispositivo mejora la salud mental de estos pacientes.

### Timo
El desarrollo de un timo artificial es de interés para producir células T con el fin de combatir infecciones y eliminar células cancerosas en pacientes cuyo timo no funciona bien. En 2017, investigadores de la Universidad de California desarrollaron un timo artificial capaz de generar células T a partir de células madre o sangre, aunque el dispositivo aún no es implantable. En 2020, un equipo  del Instituto Francis Crick y del University College London (UCL) logró reconstruir un timo a partir de céculas madres y un soporte basado en timos de rata.

### Tráquea
El desarrollo de las tráqueas artificiales supone un desafío importante debido a las características biomecánicas de este órgano que permitir la respiración y la deglución y en muchos casos se opta por traqueostomías en lugar de reconstrucciones. El trabajo de Paolo Macchiarini en Suecia y otros países desde 2008 hasta alrededor de 2014, despertó amplias expectativas hasta que se descubrió que sus pacientes fallecían frecuentemente tras implantárseles tráqueas artificiales.